# Ayerbe
Ayerbe è un comune spagnolo di 1 092 abitanti situato nella comunità autonoma dell'Aragona. Ayerbe possiede due torri medievali degne di menzione: quella della chiesa di San Pietro (Iglesia de san Pedro), dell'XI secolo e quella dell'orologio (Torre del Reloj) situata a fianco del Palacio de los Marqueses de Urries, ampio ed elegante edificio eretto in stile rinascimentale italiano.
Fa parte della comarca della Hoya de Huesca.